# Empire Earth
Империя Земля (англ. Empire Earth, EE) — первая часть серии стратегий в реальном времени, разработанная Stainless Steel Studios и изданная Sierra Entertainment 5 ноября 2001 года.
Схожа с серией игр «Age of Empires».

## Игровой процесс
Empire Earth — историческая стратегия в реальном времени, использующая трёхмерную графику. Сама игра содержит множество уникальных и инновационных особенностей, в том числе и систему «морали», которая напрямую влияет на статистику отдельных единиц. Она также включает в себя систему «героев». Герои могут быть построены в городском центре или столице. Есть два типа героев: герои-стратеги (англ. Strategist) исцеляют союзные единицы и деморализуют единицы противника, в то время как герои-воины (англ. Warrior) повышают боевой дух и силу союзных единиц. Наконец, у игрока есть возможность создать собственную цивилизацию с уникальными бонусами.
Empire Earth насчитывает 500 000 лет мировой истории, которая разделена на 14 эпох, начиная с доисторического периода и заканчивая эрой нанотехнологий.

## Эпохи
Отличительной чертой игры являются «эпохи»:
1. Доисторическая эпоха (Prehistoric Age) — 2 млн лет до н. э. Метатели камней и воины с дубинками.
2. Каменный век (Rock Age) — 25000—20000 до н. э. Первый флот. Изобретение письменности.
3. Медный век (Copper Age) — 10000—2500 до н. э. Появляются госпитали и первые стрелки (а именно лучники). Первые герои — Саргон Аккадский и Гильгамеш.
4. Бронзовый век (Bronze Age) — 2500 до н. э. — 1 н. э. Древние Греция и Рим. Стрелки на колесницах и слонах, метатели копий. Герои — Александр Македонский и Ганнибал. Первые осадные орудия.
5. Темные века (Dark Age) — первые 1000 лет нашей эры. Христианский Рим и Раннее Средневековье. Герои — Карл Великий и Гай Юлий Цезарь. Появляются арбалетчики.
6. Средневековье (Middle Ages) — XI—XV века. Дальнейшее развитие осадных орудий и стрелков. Герои — Вильгельм Завоеватель и Ричард Львиное Сердце.
7. Эпоха Возрождения (Ренессанс, Renaissance) — XV—XVI века. Первые войска с огнестрельным оружием, однако сохраняются и средневековые рода войск. Герои — Изабелла Кастильская и Генрих V.
8. Эпоха Империй (Imperial Age) — XVI—XVIII века. Золотой век гладкоствольного дульнозарядного огнестрельного оружия. Появляются бомбарды, ручные канониры и гренадеры. Из уникальных воинов появляются «меткие стрелки» (снайперы, егери), которые могут быть невидимы и убивают с первого выстрела любого вражеского пехотинца. Герои эпохи — Елизавета I и Оливер Кромвель.
9. Индустриальный век (Industrial Age) — XIX век. Развитие нарезного казнозарядного огнестрельного оружия, паровые машины, появление воздушных шаров. Оба героя — Бисмарк и Наполеон — на лошадях и с огнестрельным оружием.
10. Первая мировая война — 1900—1939 годы. Появление танков, поршневой авиации, броненосного и подводного флота. Из героев — генерал Де Верран и лётчик Манфред фон Рихтгофен. Начиная с этой эпохи, все герои — пешие.
11. Вторая мировая война — 1939—1945 годы. Оружие созданное в предыдущую эпоху доведено до совершенства, появляются атомные авиабомбы. Герои: Эрвин Роммель и Трэвис Шакелфорд.
12. Современность — конец XX — начало XXI века. Герои: стратег Бресден и Деннис Сент-Албанс.
13. Век информации — приблизительно первая четверть XXI века. Развитие киборгов и лазерного оружия. В игре говорится о том, что в этой эпохе противостоят друг другу две сверхдержавы — Китай и Новая Россия, вернувшая себе территории Российской Империи (и приумножившая их в несколько раз). Потерявшие влияние США не принимают активного участия в конфликте. Герои: Алексий Кацман и диссидент Сергей Молотов.
14. Век нанотехнологий — конец XXI — начало XXII века. Будущее. Киборги второго поколения, лазерные танки, новейшие ядерные бомбардировщики. Герои — агент ЦРУ США Молли Райан и лидер демократического сопротивления России киборг-генерал Молотов (Сергей Молотов после катастрофы в Китае). В кампании правящая элита Новой России — Назаровы (Григорий Назаров и Григорий II) — пытаются силой собрать весь мир воедино под властью Русского правителя, а оба героя борются против них, ибо падение тоталитарного режима в России — то, от чего зависит независимость стран всего мира.

## Герои
В этой части статьи представлены списки героев игры:
| Эпоха | Воин                  | Стратег               |
| ----- | --------------------- | --------------------- |
| 3     | Гильгамеш             | Саргон Аккадский      |
| 4     | Александр Великий     | Ганнибал              |
| 5     | Карл Великий          | Гай Юлий Цезарь       |
| 6     | Вильгельм Завоеватель | Ричард Львиное Сердце |
| 7     | Изабелла Кастильская  | Генрих V              |
| 8     | Елизавета I           | Оливер Кромвель       |
| 9     | Бисмарк               | Наполеон              |
| 10    | Монфред фон Рихтгофен | Де Верран             |
| 11    | Эрвин Роммель         | Тревис Шеклфорд       |
| 12    | Р. В. Бресден         | Деннис Сент-Албанс    |
| 13    | Алексей Кацман        | Сергей Молотов        |
| 14    | Молли Райн            | Киборг Молотов        |

Помимо героев, перечисленных в таблице, в игре присутствуют и другие герои, которых можно получить только через редактор или в определённых миссиях, такие как Григорий Назаров и Командор (Григорий II). Это же относится к некоторым юнитам.

## Чудеса света
В игре присутствуют Чудеса света, которые обладают своими эффектами:
| Название             | Эффект                      |
| -------------------- | --------------------------- |
| Зиккурат             | Массовые обращения          |
| Колизей              | Перераспределение населения |
| Александрийский маяк | Освещает воду               |
| Храм Зевса           | Самоисцеление               |
| Ворота Иштар         | Упрочнение стен             |
| Великая Библиотека   | Открывает все здания        |

Чудеса света открываются после третьей эпохи.
Дополнительными чудесами можно считать: Эйфелеву башню, Тауэр, Букингемский дворец, Машину времени. Но все они не дают никаких бонусов игроку, и «получить» их можно, только разместив в редакторе сценариев на карте. То же относится и к некоторым рядовым зданиям.

## Кампании
В игре присутствуют четыре кампании — Эллады, Англии, Германии и России. Также в игре есть кампания обучения, в которой показываются основные аспекты игры, добычи ресурсов и использования армии.

### Кампания Греции (Greek Campaign)
Эта кампания начинается в Анатолии — деревне, жители которой узнают, что им грозит смертельная опасность. Мудрый жрец Калхас поведал народу, что единственный способ спастись — это бежать на запад, во враждебную деревню Трою. Геракл — вождь анатолийцев — захватил Трою и использовал знания её жителей для постройки флота, на котором его народ переправился в Фессалию. Племя из Анатолии стало известно как ахейцы и покорило страну, в которой поселилось.
Однако потомки Геракла были побеждены племенем данайцев, от рода которых произошли Менелай и Агамемнон — соответственно цари Спарты и Аргоса, — под предводительством которых греки завоевали Троаду. Когда прошли времена Агамемнона и его сына Ореста, жители Аргоса основали новый город — Афины, — жители которого сумели добиться независимости и под предводительством царя Тесея и покорили окрестные города. Спарта и Фивы решили не ждать атаки афинян и напасть первыми. Заключив союз, две армии напали на Афины с двух сторон — спартанцы с суши, беотийцы с моря.
В это время боги забирают Тесея на гору Олимп, и афиняне сами отражают нападение. Спустя многие годы спартанцы задумали отомстить и объявили войну Афинам. Под предводительством Перикла афиняне вновь побеждают. Прошли годы, и город вместе с большей частью Греции был захвачен македонцами. Их царь — Александр, прозванный Великим, — вместе со своими военачальниками — Филотом, Кратером и Мелеагром — хотел покорить все Средиземноморье и Азию (то есть весь Древний Восток и Индостан).

### Кампания Англии (English Campaign)
Кампания Англии начинается в герцогстве Нормандия. Вильгельм, сын Роберта герцога Нормандского, борется за власть с лордом Тустейном, который незаконно сел на трон после смерти отца Вильгельма. С помощью верных воинов юный Вильгельм побеждает узурпатора и становится герцогом Нормандским. Вскоре друг детства Вильгельма Гай Бургундский неожиданно поднимает восстание. Весть об этом принёс придворный шут Голлет. Вильгельм, заручившись поддержкой короля Франции Генриха, собрал армию и разгромил повстанцев в битве при Валь-э-Дюне. В 1066-м году Вильгельм после борьбы за Английский престол получает его, как законный наследник.
Далее следует миссия, рассказывающая об одном из конфликтов Столетней войны — действия сценария разворачиваются в 1340—1346 годах (временной отрезок, в котором происходил конфликт, получивший название «Эдвардианской войны» (1337—1360 гг.)). За ней следует сценарий, повествующий о походе Эдуарда Черного Принца вглубь Франции в 1356 году, во время которого был пленён король Франции Иоанн II Добрый.
Следующий сценарий рассказывает о войне Генриха V с лоллардами. В этом же сценарии игроку предстоит командовать английскими войсками в битве при Агинкуре. Примечательно, что диалоги в миссии взяты из трагедии Шекспира «Генрих V» (в русской версии в переводе Е. Бируковой).
Следующие две миссии посвящены войне Великобритании против Французской Империи Наполеона. Первая миссия рассказывает об участии британских войск в войне против французов в Иберии (в Португалии и Испании), а вторая позволяет принять участие в битве при Ватерлоо.

### Кампания Германии (German Campaign)
Игра начинается в 1915 году за Манфреда фон Рихтгофена и графа фон Холька, которым нужно выбраться из Выщнице с территории Российской империи. Во второй миссии игрок должен помочь германскому транспортному флоту доставить в порты грузы. 20 кораблей должны достичь порты, но если корабли застрянут, то они самоликвидируются. Также можно заключать торговые соглашения с Данией. В третьей миссии игроку надо захватить три французских форта, а в четвёртой — провести последнюю битву за Германскую империю — битву на реке Сомме. После начинается кампания за нацистскую Германию, и первой операцией становится «Блицкриг». В 1939 Германия напала на Польшу, но игрок может выбрать любую страну (за исключением СССР и Британии). Пятая миссия — битва за Британию. Игроку предстоит уничтожить британский флот, Королевские ВВС и все британские верфи. Шестая миссия — операция «Морской лев», в которой игроку предстоит изменить историю.

### Кампания России (Russian Campaign)
В русской кампании игрок управляет партией «Новая Россия», которое пытается вернуть России её величие. Игра начинается в 2018 году, в начале большого пути русского политического диссидента Григория Назарова, который возглавляет полномасштабную гражданскую войну из Волгограда с последующим захватом власти в Кремле.
Вторая часть сценария посвящена завоеванию Григорием Европейского континента, где союз между Западным Альянсом (во главе с Данией), Северном Альянсом (с капитолием в Осло), Украиной и Великобританией безуспешно пытался военным путём убрать «Новую Россию» из Москвы и помочь «угнетенным» Григорием «повстанцам», которые нашли убежище в Нижнем Новгороде (хотя и географическое положение не схоже).
В третьей части сценария теперь уже старый Григорий назначает своего робота-телохранителя в качестве своего преемника, пресекает попытку государственного переворота в Москве с помощью лояльных сил и умирает от проблем с сердцем. К власти приходит его робот телохранитель Григорий II. Новая Россия продолжает завоевание мира.
Втайне китайские учёные пытаются создать машину времени. Они хотят создать временной парадокс, однако Сергей Молотов (озвучивает Владимир Вихров) разрушает машину, в результате получает почти смертельную дозу радиации. Жизнь Сергея спасена, но взамен этому ему заменяют большую часть тела на киберимплантаты.
К этому времени Новая Россия контролирует большую часть Евразии. В предпоследней части сценария, во время попытки вторжения в Карибы, на Кубу и в США в 2097 году, генерал Сергей Молотов понимает, что Григорий II сошёл с ума, когда тот приказал через спутниковый канал связи истребить все кубинское население (18 млн людей) из-за потенциального риска, что кубинцы начнут партизанскую войну.
Молотов сбегает в США и объединяется с агентом ЦРУ Молли Райан. Восстанавливает китайский проект по созданию машины времени, повторно захватывает Кубу в контрнаступлении и переносится в Воронеж 2018 года, чтобы исправить ситуацию. Григорий II узнает об их планах и также решает использовать машину времени, чтобы тоже перенестись в Воронеж 2018 года. Молотову и Райан удалось «сравнять счет» в технологиях с помощью шпионов. Начинается война, заканчивающаяся уничтожением Григория II и убийством Григория Назарова. Кампания заканчивается без ответа на вопрос Молотова или Молли:

Я чувствую перетягивание временного вихря… он меня тянет… назад. Но в какое будущее я возвращусь? В лучшее или в худшее?

## Редакторы

### Редактор цивилизаций
В игре предусмотрен Редактор цивилизаций, который позволяет игроку самому создать свою нацию, за которую он будет играть на случайной карте, по сети или которая станет главной цивилизацией в его собственной кампании.
Фактически редактор цивилизаций является набором различных бонусов, которые игрок может набрать для своей цивилизации. Бонусы набираются на 100 очков максимум.

### Редактор сценариев
Редактор сценариев позволяет создавать свои, оригинальные карты со своими событиями и историями. Также есть возможность создавать видеоролики на движке игры.

### Редактор кампаний
Редактор кампаний позволяет из собственных сценариев создать свою кампанию, создать к ней описание, а затем сыграть в неё.

## Оценки и критика
| Сводный рейтинг       | Сводный рейтинг |
| Агрегатор             | Оценка          |
| --------------------- | --------------- |
| GameRankings          | 82,41 %         |
| Русскоязычные издания |                 |
| Издание               | Оценка          |
| Absolute Games        | 70 %            |